# Pal Engjëlli
Pal Engjëlli (1416–1470) – przywódca albańskiego Kościoła katolickiego, arcybiskup Durrës.
Engjëlli jest autorem najstarszego zachowanego do dzisiaj zdania w języku albańskim. Zdanie to, będące formułą chrztu, brzmi: Un'te paghesont' pr'emenit t'Atit e t'Birit e t'Spirit Senit (Ja ciebie chrzczę, w imię Ojca i Syna i Ducha świętego). Formuła chrztu znajduje się w napisanym po łacinie liście pasterskim, napisanym przez Pala Engjëlli po jego wizycie w kościele Trójcy Świętej w miejscowości Mat. List jest datowany na 8 listopada 1462 r., natomiast formuła chrztu została podana jako obowiązująca podczas obrzędu, w którym uczestniczą osoby nieznające łaciny. Przypuszczalnie formuła ta miała być używana także przez Albańczyków w przypadku, gdyby trzeba było ochrzcić dziecko bez udziału kapłana.
Według niektórych źródeł Pal Engjëlli był przyjacielem, współpracownikiem i doradcą Skanderbega. Odbywał często podróże zagraniczne jako jego wysłannik, w poszukiwaniu pomocy przeciw imperium osmańskiemu.
Dokument, zawierający najstarsze zdanie w języku albańskim, przechowywany jest we florenckiej bibliotece Medicea Laurenziana. Został on odkryty w 1915 r. przez rumuńskiego badacza, Nicolae Iorgę.
Engjëlli znaczy po albańsku anioł.